# Artediellus pacificus
Artediellus pacificus är en fiskart som beskrevs av Gilbert, 1896. Artediellus pacificus ingår i släktet Artediellus och familjen simpor. Inga underarter finns listade i Catalogue of Life.